# Мишон Хилс (Канзас)
Мишон Хилс (енгл. Mission Hills) град је у америчкој савезној држави Канзас.

## Демографија
По попису из 2010. године број становника је 3.498, што је 95 (-2,6%) становника мање него 2000. године.
| Група             | 2000.         | 2010.         |
| Белци             | 3.500 (97,4%) | 3.332 (95,3%) |
| Афроамериканци    | 3 (0,1%)      | 6 (0,2%)      |
| Азијати           | 31 (0,9%)     | 52 (1,5%)     |
| Хиспаноамериканци | 39 (1,1%)     | 64 (1,8%)     |
| Укупно            | 3.593         | 3.498         |